# 奧本鎮區 (堪薩斯州肖尼縣)
奧本鎮區（英語：Auburn Township）是位於美國堪薩斯州肖尼縣的一個行政鎮區。

## 地方資料
奧本鎮區的面積為144.93平方千米，當中陸地面積為141.79平方千米，而水域面積為3.14平方千米。根據2010年美國人口普查的數據，當地共有人口3312人，而人口密度為每平方千米22.85人。

## 外部連結
- US-Counties.com
- City-Data.com （页面存档备份，存于）